# SN 2007hj
SN 2007hj – supernowa typu Ia odkryta 1 września 2007 roku w galaktyce NGC 7461. W momencie odkrycia miała maksymalną jasność 15,90m.